# تذييل (بلاغة)
التذييل في البلاغة أن يؤتى بعد الجملة الأولى بجملة أخرى تشتمل على معناها إما:
- للتأكيد، وهو إما تأكيد المنطوق، نحو ﴿وقُل جاءَ الْحَقُّ وزهَقَ الباطِلُ إنَّ الباطِلَ كانَ زَهوقًا﴾[1]، وإما تأكيد المفهوم نحو ولست بمستبق أخا لا تلمه — على شعث أي الرجال المهذب؟ فقد دلت الجملة الأولى بعدم وجود الرجل الكامل فأكدها بالجملة الثانية "أي الرجال المهذب؟"
- للتذييل نفسه، وهو إما يستقل بمعناه لجريانه مجرى المثل، نحو كلكم أروغ من ثعلب — ما أشبه الليلة بالبارحة أو لا يستقل، لعدم جريانه مجرى المثل، نحو لم يبق جودك لي شيئاً أؤمله — تركتني أصحب الدينا بلا أمل.